# Steve Clarke (Fußballspieler)
Stephen „Steve“ Clarke (* 29. August 1963 in Saltcoats, Schottland) ist ein früherer schottischer Fußballspieler und heutiger Trainer. Im Mai 2019 übernahm er das Traineramt bei der schottischen Fußballnationalmannschaft.

## Vereinskarriere
Clarke spielte 1980 bei Beith Juniors. Seine Profikarriere begann anschließend beim FC St. Mirren, bevor er im Februar 1987 zum FC Chelsea wechselte. Der Abwehrspieler bestritt bis 1998 mehr als 400 Spiele für die Londoner, wobei er zehn Tore erzielte. 1994 wurde er zum Chelsea-Spieler des Jahres gewählt. Er gewann mit Chelsea 1997 den FA Cup, und 1998 den Ligapokal sowie – in seinem letzten Spiel für die Blues mit dem 1:0-Sieg gegen den VfB Stuttgart – den Europapokal der Pokalsieger. 2005 wurde Clarke in Chelseas Jahrhundertelf gewählt.

## Nationalmannschaft
Clarke bestritt sechs Spiele für Schottland. Sein Debüt für die Tartan Army gab er unter Trainer Andy Roxburgh am 9. September 1987 im Hampden Park beim 2:0-Sieg gegen Ungarn. 1987/88 folgten vier weitere Einsätze im blauen Dress, darunter zwei Qualifikationsspiele zur Europameisterschaft. Sein Comebackspiel unter Trainer Craig Brown sechs Jahre später ging am 27. Mai 1994 in Utrecht gegen die Niederlande 1:3 verloren. Es war gleichzeitig Clarkes letzter Einsatz für Schottland.

## Trainerkarriere
Nach seiner aktiven Zeit folgte Clarke in der Saison 1998/99 seinem Trainer Ruud Gullit als Assistenztrainer zu Newcastle United. Als Gullit die Magpies verließ, war Clarke 1999 für ein Spiel als dessen Nachfolger Interimstrainer von Newcastle. Als Bobby Robson das Amt übernahm, blieb er bis ins Jahr 2000 dessen Assistent. Danach kehrte er als Scout zum FC Chelsea zurück. Er arbeitete danach eine Zeitlang als Jugendtrainer an der Stamford Bridge, ehe er im Sommer 2004 Cotrainer von Manager José Mourinho wurde. Nach dessen Weggang wurde Clarke am 20. September 2007 gemeinsam mit dem im Sommer verpflichteten Sportdirektor Avraham Grant zum Verantwortlichen für die erste Mannschaft ernannt. Nach Grants Entlassung im Mai 2008 wurde Luiz Felipe Scolari zum Trainer ernannt, dem Clarke wieder als Co-Trainer zur Seite stand. Von September 2008 bis Juni 2010 war er als Co-Trainer für West Ham United tätig. Seit dem 10. Januar 2011 arbeitete Clarke als Kotrainer von Kenny Dalglish beim FC Liverpool.
Am 8. Juni 2012 gab der englische Erstligist West Bromwich Albion die Verpflichtung von Clarke als neuem Cheftrainer bekannt. Nachdem West Brom die Premier League 2012/13 auf dem guten achten Platz belegt hatte, wurde Clarke in der darauffolgenden Saison nach vier Niederlagen in Folge und Tabellenplatz 16 am 14. Dezember 2013 entlassen.
Nach einem Jahr ohne Trainertätigkeit gab am 16. Dezember 2014 der englische Zweitlist FC Reading die Verpflichtung von Clarke als neuen Cheftrainer bekannt. 2015 erreichte Reading unter Clarke Platz 19 in der Championship und zog ins Halbfinale des FA-Cups ein. Im Dezember 2015 wurde Clarke entlassen. Von Juli 2016 bis Oktober 2016 war er als Co-Trainer für Aston Villa tätig.
Im Oktober 2017 wurde er Trainer des FC Kilmarnock. Nach Platz fünf in der Saison 2017/18 und dem dritten Platz 2018/19 wurde er Nachfolger von Alex McLeish als Trainer der Nationalmannschaft. Er erhielt einen Dreijahresvertrag. Die schottische Nationalmannschaft konnte er zur Europameisterschaft 2021 führen. In der Gruppenphase der europaweit ausgetragenen EM traf die von Clarke trainierte schottische Mannschaft auf Tschechien, den Erzrivalen England und Kroatien, dabei schied die schottische Nationalmannschaft – trotz einem torlosen Unentschieden gegen die Engländer im Londoner Wembley-Stadion – nach den Gruppenspielen aus.
Bei der Qualifikation zur Weltmeisterschaft 2022 in Katar erreichte Clarke mit seiner Mannschaft die Playoffs, scheiterte dort jedoch an der Ukraine. Zur Europameisterschaft 2024 in Deutschland konnten sich die Schotten hingegen qualifizieren.